# Bruchbach (Hessel)
Der Bruchbach ist ein 8,3 km langer, nördlicher und orographisch rechter Zufluss der Hessel auf dem Gebiet des nordrhein-westfälischen Kreis Gütersloh.
Der Bruchbach entspringt westlich von Borgholzhausen im Ortsteil Kleekamp. Kurz nachdem er in das Naturschutzgebiet Salzenteichs Heide geflossen ist überquert er die Grenze zur Stadt Versmold, setzt seinen Weg in südlicher bis südwestlicher Richtung fort und nimmt zunächst den Rolfbach, dann den Halstenbecker Bach und wenige Dutzend Meter vor seiner Mündung auch den Oberwiesengraben linksseitig auf. Östlich des Versmolder Ortsteils Oesterweg mündet er in den Ems-Zufluss Hessel.